# Žlebe
Za prelaz in razvodje na italijanski strani meje glej Na Žlebeh (italijansko Sella Nevea).
Žlebe so naselje v Občini Medvode.